# Nude & Rude: The Best of Iggy Pop
Nude & Rude: The Best of Iggy Pop è un album di raccolta del cantante Iggy Pop, pubblicato nel 1996.

## Tracce
1. I Wanna Be Your Dog – 3:10 (Dave Alexander, Ron Asheton, Scott Asheton, Iggy Pop)
2. No Fun – 5:15 (Alexander, R. Asheton, S. Asheton, Pop)
3. Search and Destroy – 3:26 (Pop, James Williamson)
4. Gimme Danger – 3:22 (Pop, Williamson)
5. I'm Sick of You – 6:49 (Pop, Williamson)
6. Funtime – 2:54 (Pop, David Bowie)
7. Nightclubbing – 4:15 (Pop, Bowie)
8. China Girl – 5:07 (Pop, Bowie)
9. Lust for Life – 5:10 (Pop, Bowie)
10. The Passenger – 4:41 (Pop, Ricky Gardiner)
11. Kill City (featuring James Williamson) – 2:22 (Pop, Williamson)
12. Real Wild Child (Wild One) – 3:38 (Johnny O'Keefe, Johnny Greenan, Dave Owens)
13. Cry for Love – 4:29 (Pop, Steve Jones)
14. Cold Metal – 3:27 (Pop)
15. Candy (featuring Kate Pierson of The B-52's) – 4:13 (Pop)
16. Home – 4:00 (Pop)
17. Wild America – 5:52 (Pop, Eric Schermerhorn)